# 延禧宮
39°55′08″N 116°23′33″E / 39.91887°N 116.39241°E

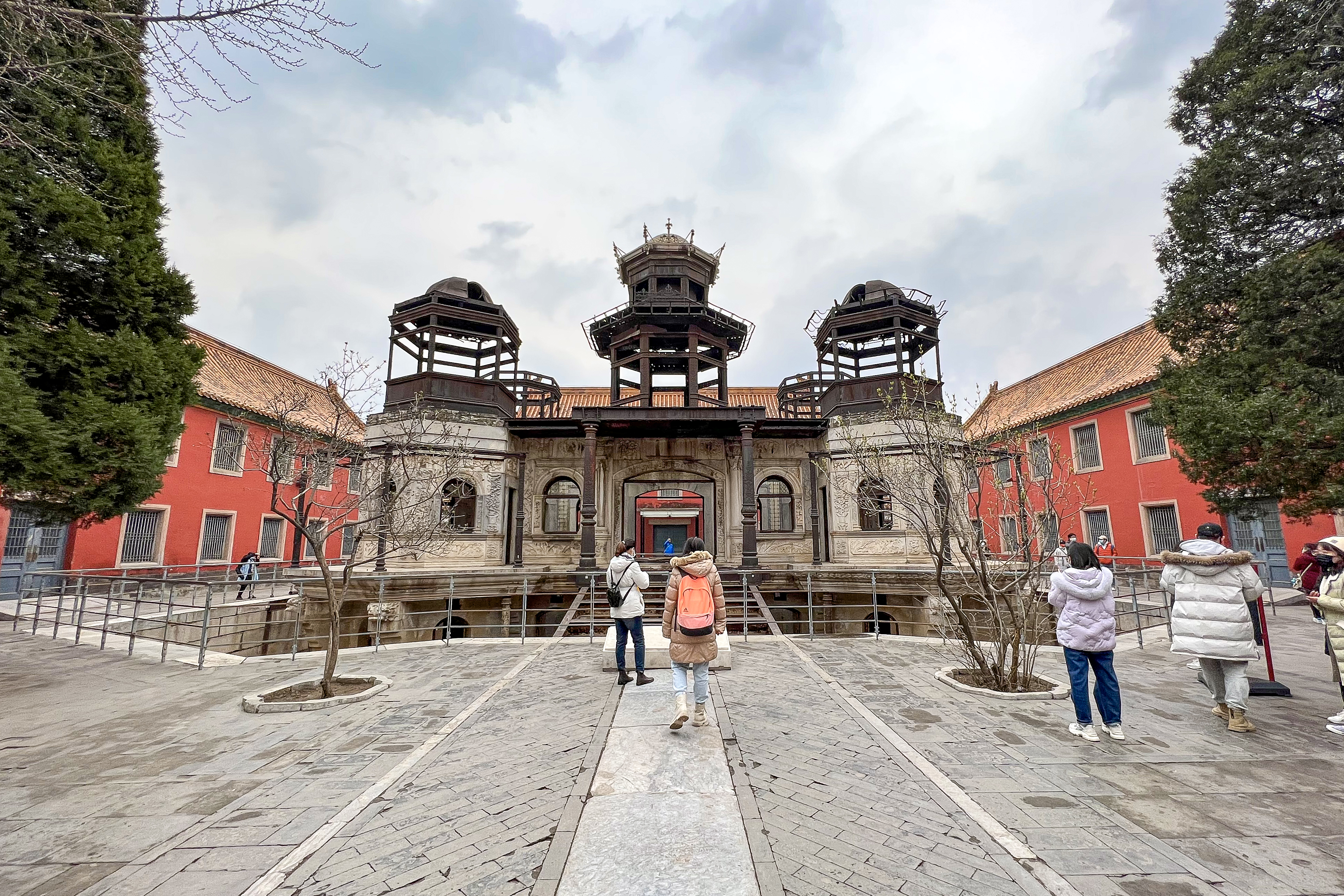
延禧宫现状，可见中央的灵沼轩及周围的文物库房（2022年3月摄）

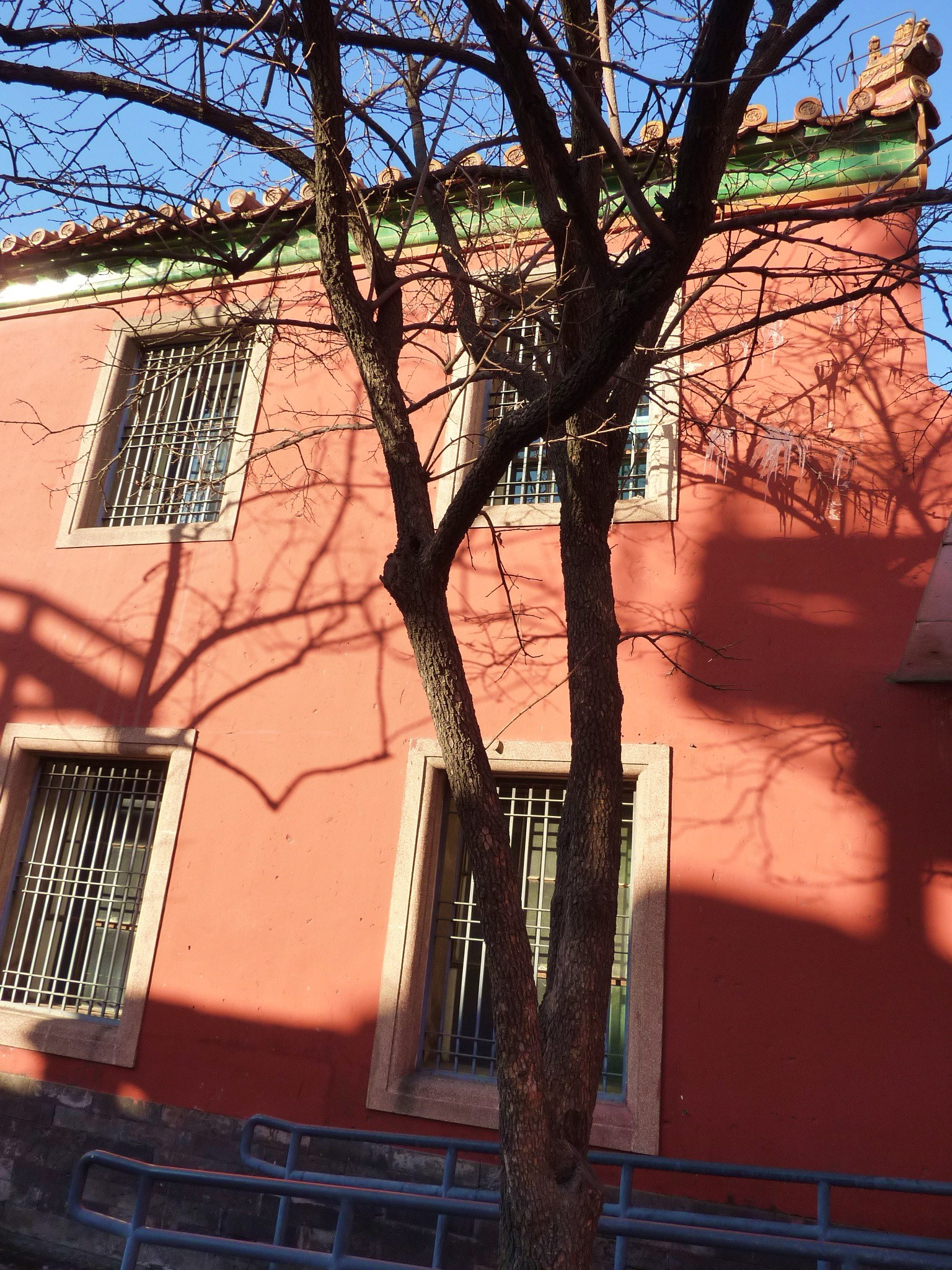
延禧宮

延禧宮，為紫禁城內廷東六宮之一，位於東六宮區的東南角。

## 历史

### 兴毁经历
延禧宫为紫禁城内廷东六宫之一，位于东二长街东侧。明朝永乐十八年（1420年）建成，初名“长寿宫”。明朝嘉靖十四年（1535年）更名为“延祺宫”。清朝更名为“延禧宫”，康熙二十五年（1686年）重修。嘉庆七年又重修。
明朝、清朝，延禧宫均为妃嫔所居，清朝道光帝的恬嫔、成贵人曾在延禧宫居住。

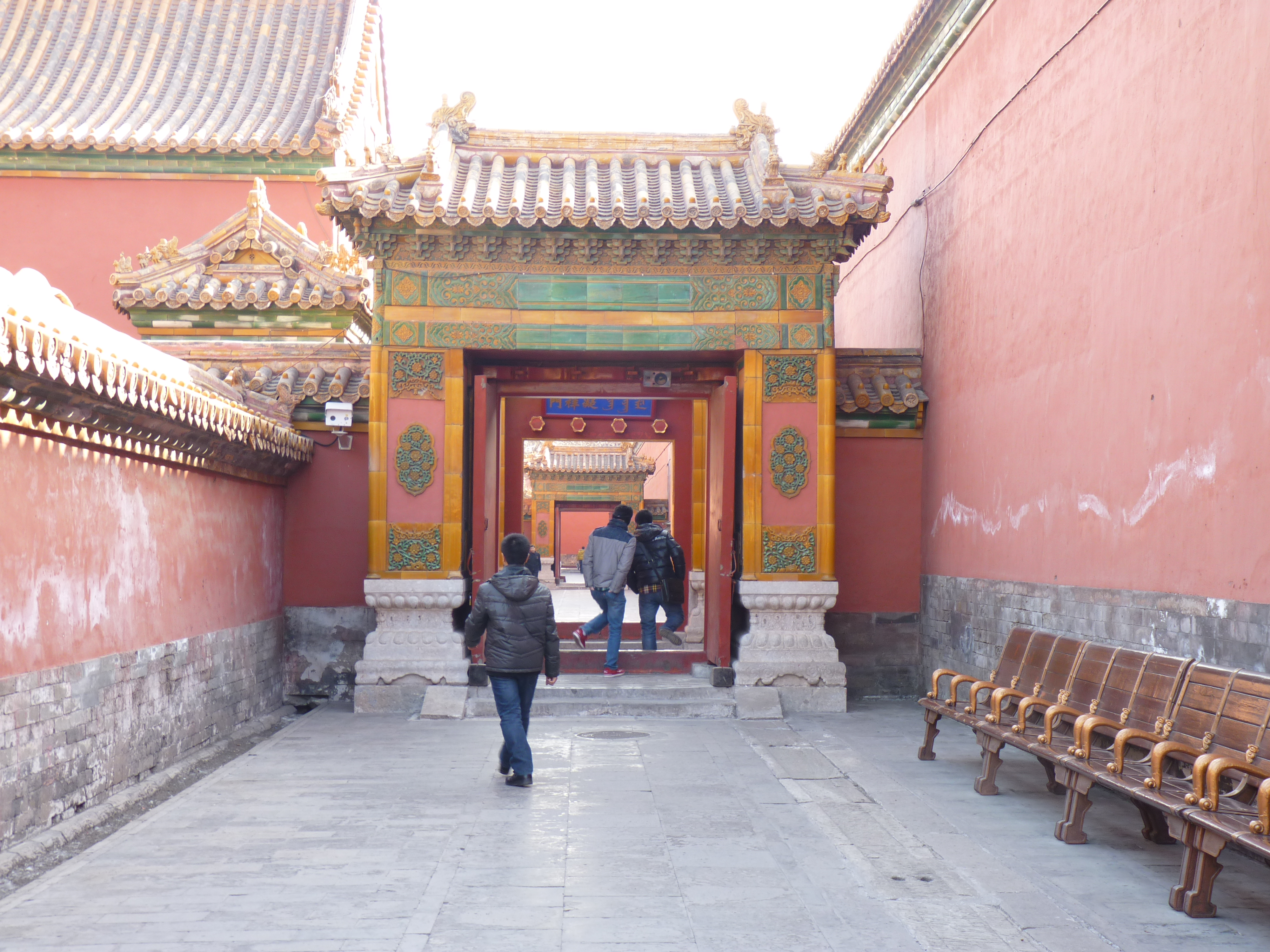
从景耀门东望，门外挂着蓝底匾额的是凝祥门，最远处的门为昭华门。图左侧的高大建筑为延禧宮西配楼

延禧宫正殿前檐挂有“延禧宫”陡匾。乾隆六年（1741年），乾隆帝命依照永寿宫陡匾的式样，制作十一面匾额，并亲自题写，分别挂在东六宫、西六宫除永寿宫之外的其他十一宫的正殿。乾隆帝还下谕旨：“自挂之后，至千万年，不可擅动，即或妃嫔移住别宫，亦不可带往更换。”
延禧宫原来和东六宫其他五宫的建筑格局相同，为前、后两进院，前院正殿五间，黄琉璃瓦歇山顶，室内悬挂乾隆帝御笔匾曰“慎赞徽音”。年节时，东壁悬挂乾隆帝《圣制曹后重农赞》，西壁悬挂《曹后重农图》。正殿前有东、西配殿各三间。后院正殿五间，也有东、西配殿各三间，均为黄琉璃瓦硬山顶。
延禧宫是苍震门内西行南向的首座宫院，由于苍震门是宫内太监和匠役勤杂人等进出内廷的唯一通道，故关防并不严密。明朝、清朝，此处多次失火。道光十二年（1832年），延禧宫又发生大火，火是由厨房所在的东配殿最南侧的炉灶引起，延烧至整个延禧宫的宫院。清朝道光二十五年（1845年）延禧宫发生火灾，烧毁正殿、后殿以及东西配殿等建筑共25间，仅余宫门。火灾后重修。咸豐五年（1855年）火灾后又修。同治十一年（1872年）曾经提议复建延禧宫，但未实现。

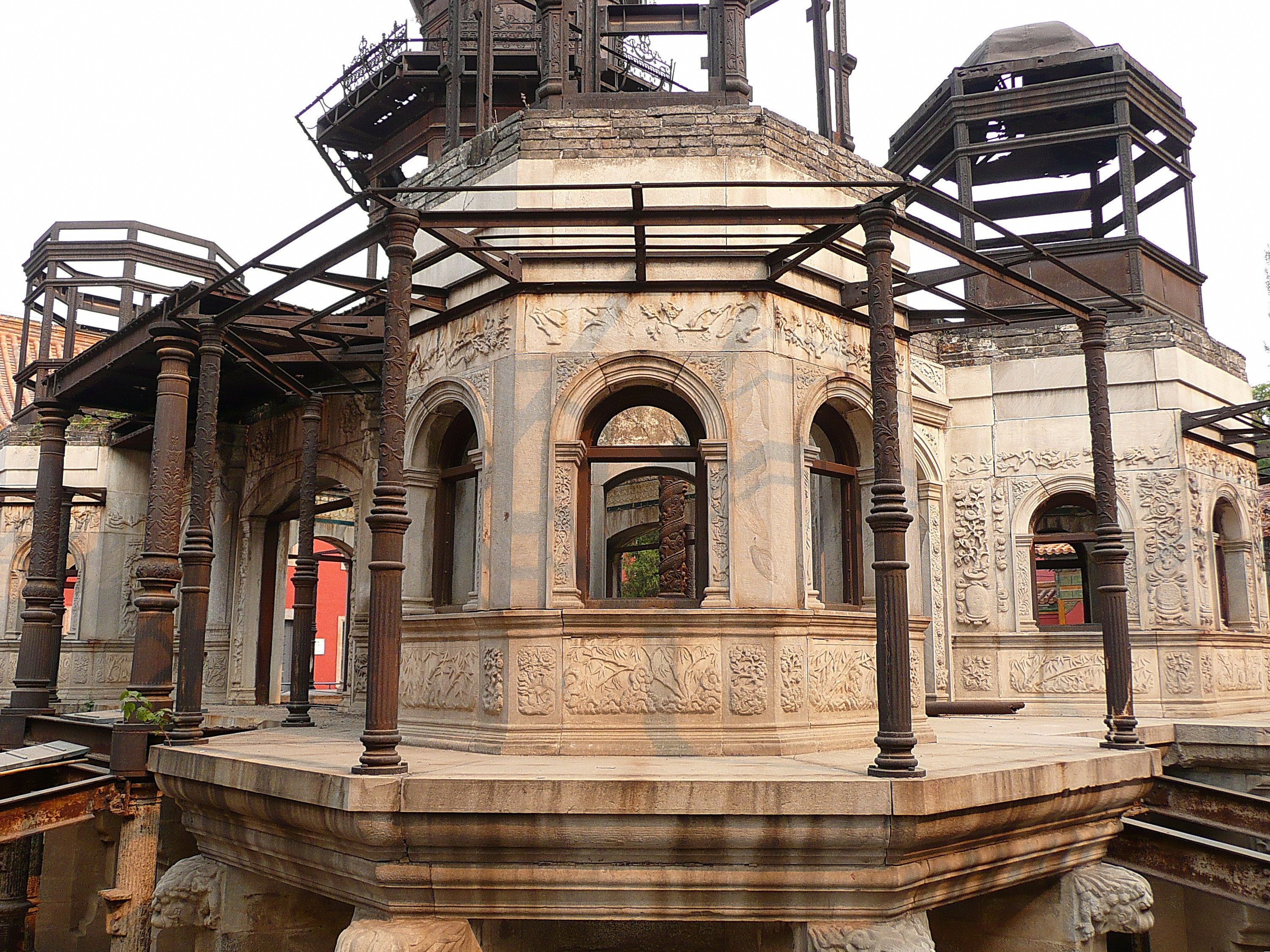
延禧宮中央的灵沼轩（水晶宫）

宣统元年（1909年），在延禧宫正殿原址动工兴建一座三层西洋式建筑“水殿”。水殿四周为水池，引玉泉山之水环绕。水殿的主楼每层九间，底层东、西、南、北四面当中各开一门，四周环有围廊。主楼四角各接三层六角亭一座，底层各开两门，分别和主楼、回廊相通。《清宫词》、《清稗史》记载，水殿以铜作栋，以玻璃为墙，墙的夹层中置水养鱼，底层地板为玻璃制，可透过地板见到池中游鱼嬉戏、荷藻参差。隆裕太后为其题匾额曰“灵沼轩”，俗称“水晶宫”。
实际上，该殿全部构架均为铁铸，殿内四根蟠龙纹柱也是用铸铁锻造。整座建筑大多采用汉白玉砌成，很少用砖，外墙雕花，内墙贴白色及花色瓷砖。由于国库空虚，水晶宫直到宣统三年（1911年）冬尚未完工，随后被迫停建。宣统二年六月（1910年），隆裕太后还曾经下令西苑电灯公所为延禧宫安装电暖炉、电风扇并且添安电灯。
1917年張勳復辟时，延禧宫北部被直系军队的飞机投炸弹炸毁。
1931年，故宫博物院将延禧宫改建为文物库房。

### 对外开放

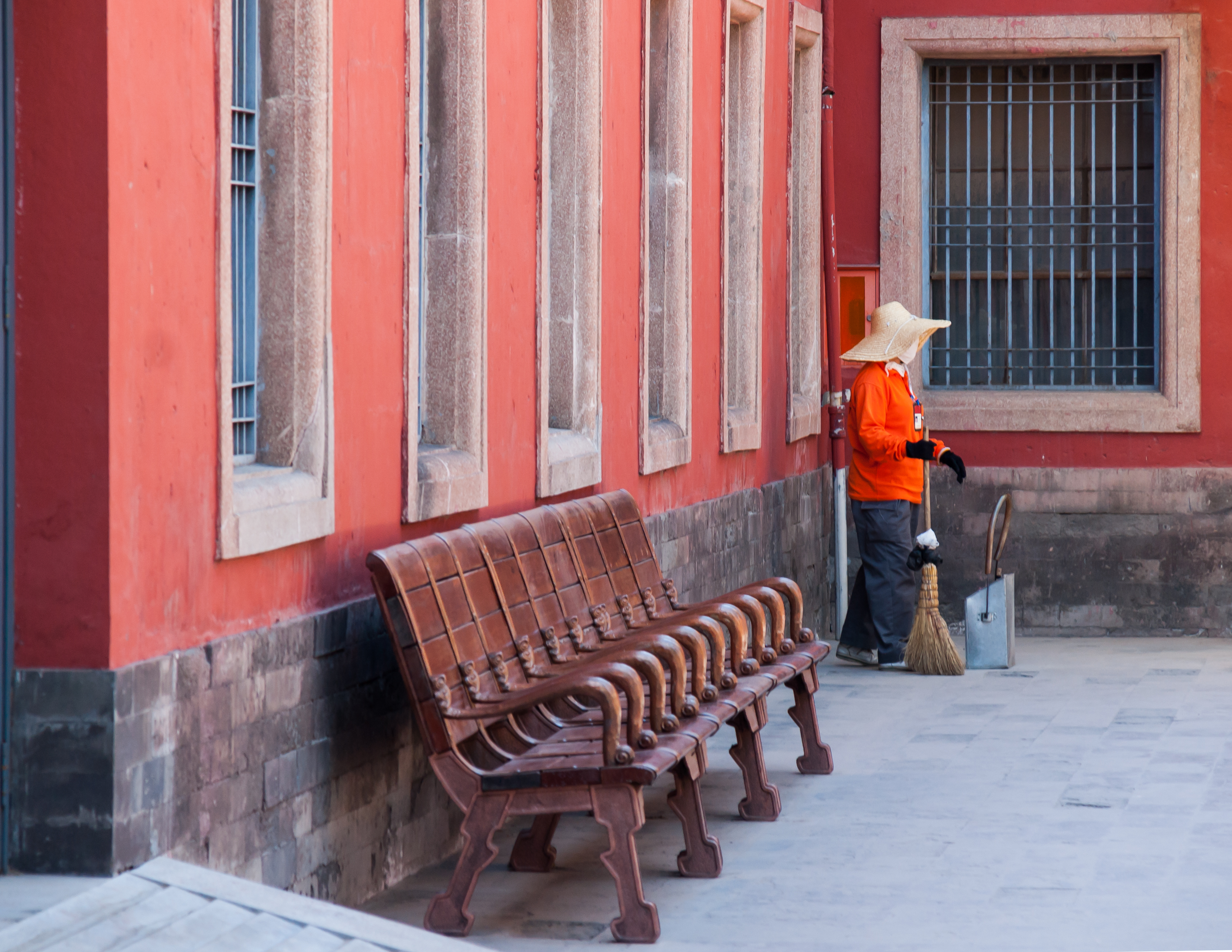
延禧宮

2005年10月10日，即故宫博物院成立八十周年纪念日，酝酿两年多的故宫博物院古陶瓷研究中心、古书画研究中心在延禧宫正式成立。二者的研究重点分别为故宫博物院藏古陶瓷、古书画。同时故宫博物院古陶瓷检测研究中心也随古陶瓷研究中心而成立，古陶瓷检测研究中心的实验室共配置20多台高科技仪器分析设备，可对古陶瓷的物相组成、元素组成、烧成温度等全面分析。古书画研究中心配备电子画廊，可以高像素数码拍摄书画、利用高清视屏展示图像。2005年10月10日当天，“《清明上河图》暨宋代风俗画展”在延禧宫东配楼的故宫博物院古书画研究中心内开展，这是延禧宫首次对公众开放，也是《清明上河图》首次全卷公展，在16米长的特制展柜里，《清明上河图》全卷打开，观众可近距离欣赏此画的完整风貌。此后《清明上河图》长期在这里全卷公展。
故宫博物院古书画研究中心位于延禧宫东配楼，在楼内展出古书画。2008年北京奥运会期间，延禧宫举办“清代王翚小品山水画展”。2010年，延禧宫举办“典藏文明之光——汉字追忆展”。2013年8月23日到11月24日，延禧宫举办以“清风徐来”为主题的故宫博物院藏清代宫廷成扇展，展出120多件故宫博物院藏扇类文物，包括康熙帝临米芾书折扇、乾隆帝绘荷花图并书恭奉皇太后御园赏荷诗木柄团扇等等。
故宫博物院古陶瓷研究中心位于延禧宫西配楼，在楼内展出古陶瓷。2007年10月1日至2009年10月，“官样御瓷——故宫藏清代同治、光绪御制图样及瓷器展”在延禧宫西配楼展出。2010年9月22日至2011年10月30日，“百圾冰纹裂·色佳称粉青——宋代官窑瓷器展”在延禧宫西配楼一层展出。2011年，延禧宫举办“浙江原始青瓷展”。2012年9月19日至2013年7月31日，由故宫博物院主办，河北省文物研究所、陕西省文物局、西安博物院、湖南省博物馆、临安市文物馆协办的“洁白恬静——故宫博物院定窑瓷器展”在延禧宫西配楼展出。2013年10月15日至2014年8月25日，“色彩绚烂——故宫博物院钧窑瓷器展”在延禧宫西配楼展出。
2011年7月4日，设在延禧宫主楼内的故宫博物院文保科技部古陶瓷检测研究实验室发生事故，当天该中心向古器物部提取一只宋代哥窑青釉葵瓣口盘（国家一级文物，编号“新179479 8497”），在对其进行无损检测时令其损伤而致碎成不规则的六瓣。此后26天，故宫博物院始终对此保持沉默，也未依照法律规定向上级报告。直到7月30日有网友在微博曝光此事故，7月31日故宫博物院方才承认此事故。8月1日，故宫博物院向中华人民共和国文化部、国家文物局报送事故调查及整改情况报告。文化部、国家文物局组成的核查组经过核查认定，事故系工作人员操作检测仪器失误导致。8月2日，国家文物局《关于故宫博物院珍贵文物损坏情况的通报》中，文化部、国家文物局责成故宫博物院追究有关人员责任，提出并实施整改措施。8月3日，故官博物院在官方网站上发布公告称，对造成文物损坏事故的直接责任人给予行政记大过处分，对负有领导责任的该部门主要负责人给予行政警告处分。
2013年12月8日，故宫博物院院长单霁翔在宁波举行的文化遗产可持续发展学术研讨会上表示，今后延禧宫经过修缮后将作为故宫博物院的外国文物馆，这将填补中国没有外国文物馆的空白。
2018年8月，隨著《延禧攻略》《如懿传》接连热播，剧中主要角色的住所延禧宮也因此引发游客好奇心，成为故宫游的热门景点。

## 建築
如今延禧宫的主要建筑有：
- 延禧门：延禧宫的正门，坐北朝南。

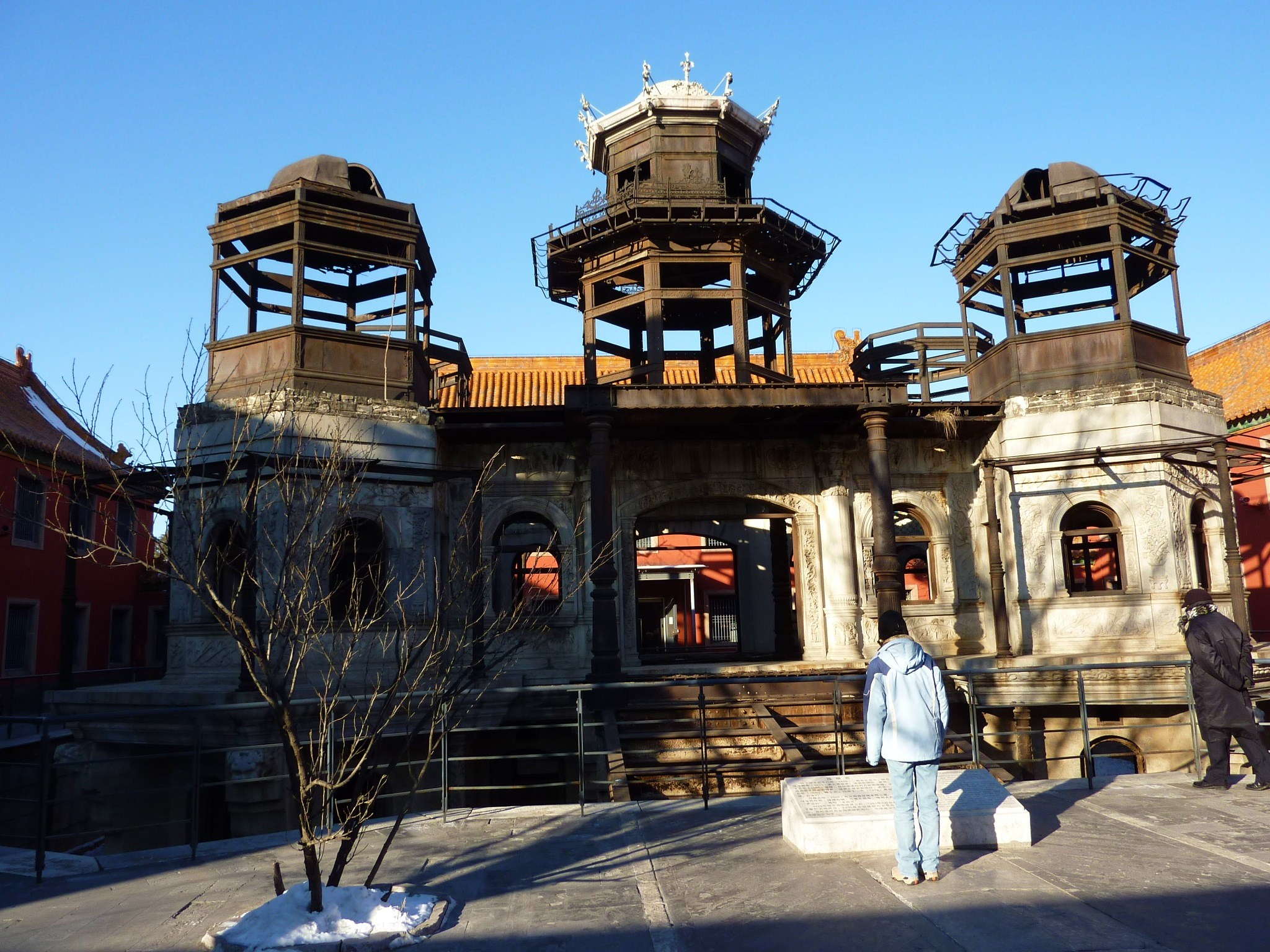
延禧宮中央的灵沼轩（水晶宫）

- 灵沼轩（水晶宫）：是未完工的建筑，位于院子中央。
- 主楼：位于延禧宫原来后殿的位置。红色二层楼。内为故宫博物院古陶瓷检测研究实验室。
- 东配楼：位于延禧宫院落东侧。红色二层楼。内为故宫博物院古书画研究中心。东配楼内上、下两层均设为展室，展出古书画。
- 西配楼：位于延禧宫院落西侧。红色二层楼。内为故宫博物院古陶瓷研究中心。西配楼内上、下两层均设为展室，展出古陶瓷。

## 居住者
- 清康熙朝：延禧宮妃某氏、徐常在及兩位徽號不詳的答應[15]
- 清乾隆朝：婉貴妃陳氏、貴人某氏。乾隆四十一年的檔案顯示，排列第六的延禧宮他坦二處，僱工廚役五名。即延禧宮有品階為貴人或以上的妃子居住，因為妃位有僱工廚役四名，嬪位僱工廚役三名，常在沒有僱工廚役。 《添減底檔》亦顯示，婉嬪僅次於舒妃、愉妃、穎妃、容妃和惇妃，因此婉嬪居排列第六的延禧宮。
- 清嘉庆朝：信妃劉佳氏
- 清道光朝：玲常在[16]、恬嬪富察氏[1]、成貴人鈕祜禄氏[1]